# سن ماتئو (نیومکزیکو)
سن ماتئو (به انگلیسی: San Mateo) یک منطقهٔ مسکونی در ایالات متحده آمریکا است که در شهرستان سیبولا، نیومکزیکو واقع شده‌است. سن ماتئو ۱۶۱ نفر جمعیت دارد و ۲٬۲۲۹٫۰۳ متر بالاتر از سطح دریا واقع شده‌است.